# Rhinacanthus calcaratus
Rhinacanthus calcaratus är en akantusväxtart som först beskrevs av Nathaniel Wallich, och fick sitt nu gällande namn av Christian Gottfried Daniel Nees von Esenbeck. Rhinacanthus calcaratus ingår i släktet Rhinacanthus och familjen akantusväxter. Inga underarter finns listade i Catalogue of Life.